# 天津市蓟州区第一中学
天津市蓟州区第一中学，简称蓟州一中，位于天津市蓟州区迎宾大街1号，始建于1941年10月，1986年，更名为天津市蓟县第一中学。2016年，因蓟县更名蓟州区而更名为天津市蓟州区第一中学。目前，天津市蓟州区第一中学是蓟州区唯一的天津市市级重点中学。

## 历史沿革
1941年10月，蓟县初级中学在渔阳书院旧址建立，抗日战争胜利后被接管。
1973年，始称蓟县城关中学。1978年，被确定为天津市首批重点中学，2002年被确定为天津市首批示范性高中。
2016年，撤销蓟县建立蓟州区后，学校跟随行政区划变更而更名为天津市蓟州区第一中学。